# Hệ thống endocannabinoid
Hệ thống endocannabinoid (viết tắt: ECS) là một hệ thống sinh học bao gồm các endocannabinoid, đó là các chất dẫn truyền thần kinh ngược gốc lipid nội sinh liên kết với các thụ thể cannabinoid, và các protein thụ thể cannabinoid đó được thể hiện qua hệ thống thần kinh trung ương (bao gồm cả não) và hệ thần kinh ngoại biên của động vật có xương sống. Hệ thống endocannabinoid tham gia vào việc điều chỉnh một loạt các quá trình sinh lý và nhận thức, bao gồm khả năng sinh sản, mang thai, trong quá trình phát triển trước và sau khi sinh, thèm ăn, cảm giác đau, tâm trạng và trí nhớ, và trong việc điều hòa tác dụng dược lý của cần sa. ECS cũng tham gia vào làm trung gian một số tác động sinh lý và nhận thức của việc tập thể dục tự nguyện ở người và các động vật khác, như góp phần vào hưng phấn do tập thể dục cũng như điều chỉnh hoạt động vận động và sự thúc đẩy động lực để nhận phần thưởng. Ở người, nồng độ của một số endocannabinoid (như anandamid) trong huyết tương đã được tìm thấy tăng lên trong hoạt động thể chất; do các endocannabinoid có thể xâm nhập hiệu quả qua hàng rào máu não, người ta đã cho rằng anandamid, cùng với khác các chất gây hưng phấn thần kinh, góp phần vào sự phát triển của hưng phấn khi gắng sức ở người, trạng thái được gọi thông tục là phấn chấn khi chạy.
Hai thụ thể endocannabinoid chính đã được xác định: CB1, lần đầu tiên được nhân bản vào năm 1990; và CB2, được nhân bản vào năm 1993. Các thụ thể CB1 được tìm thấy chủ yếu trong não và hệ thần kinh, cũng như trong các cơ quan và mô ngoại biên, và là mục tiêu phân tử chính của phối tử endocannabinoid (phân tử liên kết), anandamid, cũng như phytocannabinoid mô phỏng của nó, THC. Một endocannabinoid chính khác là 2-arachidonoylglycerol (2-AG) hoạt động ở cả hai thụ thể cannabinoid, cùng với phytocannabinoid mô phỏng của nó, CBD. 2-AG và CBD có liên quan đến việc điều chỉnh sự thèm ăn, chức năng hệ thống miễn dịch và kiểm soát cơn đau.